# کاواجیما، سایتاما
کاواجیما، سایتاما (به لاتین: Kawajima, Saitama) یک منطقهٔ مسکونی در ژاپن است که در استان سایتاما واقع شده‌است. کاواجیما ۴۱٫۶۳ کیلومترمربع مساحت و ۲۰٬۵۷۵ نفر جمعیت دارد.